# 40 piosenek Andrzeja i Elizy
40 piosenek Andrzeja i Elizy – dwupłytowy album kompilacyjny zespołu Andrzej i Eliza zawierający jego największe przeboje, wydany w 2014 roku jako część serii Polskie Nagrania - Kompilacje.

## Lista utworów
| CD 1 1. „Czas relaksu” – (03:25) 2. „Kiedy człowiek sam na świecie” – (02:21) 3. „Nie na zawsze” – (02:11) 4. „Gdy tak stoję zapatrzony w okno” – (02:59) 5. „Co nowego Olgo” – (02:50) 6. „Dobra miłość między nami” – (02:25) 7. „Wahanie” – (03:34) 8. „Czeka na nas świat” – (03:13) 9. „Letni sposób na kłopoty” – (01:58) 10. „Kiedy wszystko się nagle zmienia” – (03:21) 11. „Daj czas nauczyć się” – (02:30) 12. „Idzie na deszcz” – (04:01) 13. „Zaloty jesienne A.D. 1971” – (03:27) 14. „W starym domku ciotki Emilii” – (02:49) 15. „Wstawanie wczesnym rankiem” – (02:33) 16. „Z mego życia” – (02:58) 17. „Czerwone lata” – (02:41) 18. „Gdy mi będzie głupio” – (02:52) 19. „Odwieczna historia pewnego refrenu” – (03:33) 20. „Póki jeszcze pora” – (02:36) 21. „Ballada pancerna” – (03:04) | CD 2 1. „Ballada o butach” – (02:35) 2. „Marianna, Franciszek i inni” – (03:25) 3. „Siedem minut na lotnisko” – (03:58) 4. „Nie tak daleko stąd” – (02:23) 5. „Dzieląc świat na pół” – (03:50) 6. „Wspomnienie o Rydze” – (02:04) 7. „Na początku lub na końcu miasta” – (04:10) 8. „Jeszcze tylko jeden dzień” – (02:43) 9. „Bar pod dwiema siostrami” – (02:38) 10. „Ten nudny siódmy dzień tygodnia” – (03:05) 11. „Powrót do miasta” – (02:32) 12. „Spotkanie z życiem” – (02:59) 13. „Poznań, wiosna i my” – (03:45) 14. „Epitafium dla miłości, której nie było” – (02:53) 15. „W sześć lat po ślubie” – (02:12) 16. „Scheda” – (02:45) 17. „Mój powrót” – (03:03) 18. „Czy pamiętasz jak to było” – (03:09) 19. „Królem bądź, głową rusz” – (02:59) 20. „Nasze pokolenie – to właśnie my” – (03:25) 21. „Kołysanka matki” – (03:03) |